# Kathrin Hauck
Kathrin Hauck (* 3. Februar 1983 in Rosenheim als Kathrin Rohrmüller) ist eine ehemalige deutsche Squashspielerin.

## Karriere
Kathrin Hauck spielte im Jahr 2003 erstmals auf der WSA World Tour. Ihre höchste Platzierung in der Weltrangliste erreichte sie mit Position 69 im Juni 2004. Im selben Jahr erreichte sie bei den German Open in Gerlingen ihr einziges Finale auf der Profitour. Mit der deutschen Nationalmannschaft nahm sie 2004, 2006 und 2008 an der Weltmeisterschaft teil. Von 2002 bis 2012 stand sie außerdem neunmal im Kader bei Europameisterschaften.
2004 und 2005 nahm sie an den Europameisterschaften im Einzel teil. 2004 scheiterte sie im Viertelfinale an Sarah Kippax, 2005 im Achtelfinale an Pamela Nimmo. Zwischen 2007 und 2012 wurde sie fünfmal Deutsche Meisterin.
Kathrin Hauck ist verheiratet. Ihr Bruder Rudi Rohrmüller ist ebenfalls als Squashspieler aktiv. Während ihrer Squashkarriere absolvierte sie ein Studium zur Wirtschaftswissenschaftlerin und arbeitet heute selbständig als unabhängige Energiemaklerin.

## Erfolge
- Deutsche Einzelmeisterin: 5 Titel (2007–2010, 2012)